# Veslehø
Veslehø är en kulle i Antarktis. Den ligger i Östantarktis. Australien gör anspråk på området. Toppen på Veslehø är 1 161 meter över havet.
Terrängen runt Veslehø är platt, och sluttar norrut. Trakten är obefolkad. Det finns inga samhällen i närheten. 